# Sierpnica płowa
Sierpnica płowa (Strongylognathus testaceus) – gatunek mrówki z podrodziny Myrmicinae. Sierpnica płowa jest pasożytem społecznym murawki darniowiec (Tetramorium caespitum). 
Głowa u wszystkich kast o wąskich, sierpowatych żuwaczkach, pozbawionych ząbków i krawędzi tnących. U samców czułki dziesięcioczłonowe z silnie wydłużonym drugim członem biczyka, tułów uskrzydlony, a tarcza opatrzona bruzdami Mayra. Ubarwienie samca ciemnobrązowe do czarnego z jaśniejszymi nogami i czułkami. U królowych i robotnic czułki dwunastoczłonowe. Królowa długości od 4 do 5 mm, z głową szerszą od tułowia, jedną komórką kubitalną na przednim skrzydle i niskim, płaskim śródpleczem. 
Wielkość robotnicy od 2 do 3,5 mm, a ubarwienie ciała od ochrowobrązowego do czerwonobrązowego. Jej głowa i tułów zwykle pomarszczone, zaś gaster błyszczący i nagi. Powierzchnia ciała umiarkowanie owłosiona. Głowa o dość małych oczach.
Populacja sierpnicy płowej zazwyczaj nie przekracza 1% liczby robotnic w mrowisku murawki darniowiec (według Wilson i Hölldobler, 1990 może osiągnąć liczbę kilkunastu tysięcy robotnic). Królowa sierpnicy ogranicza powstawanie w gnieździe skrzydlatych samic i samców w gnieździe murawki (Wilson i Hölldobler, 1990). 
Loty godowe od końca czerwca do końca sierpnia.